# Zhonghua Laozihao

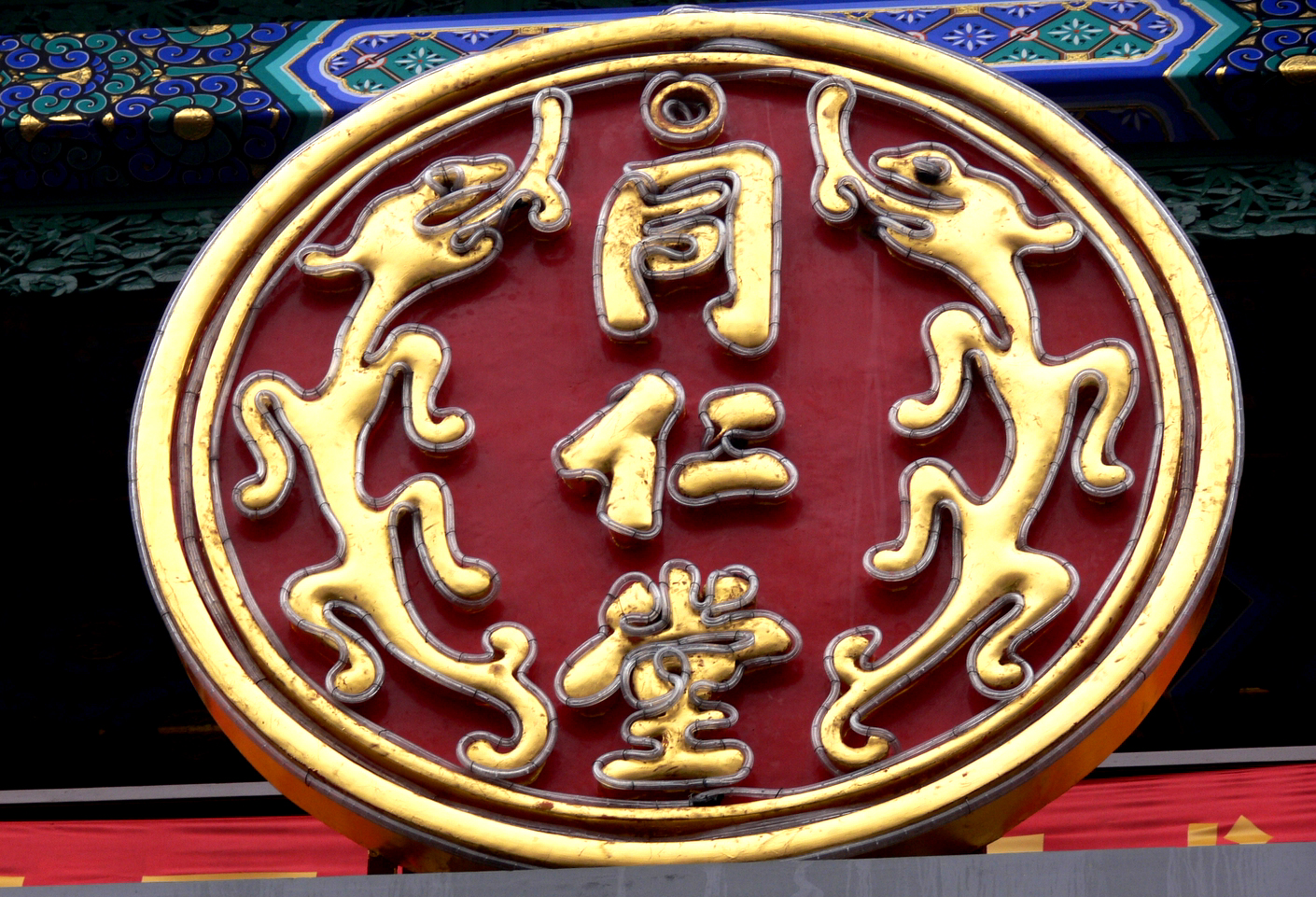
Das Schild der Tongrentang-Apotheke für Traditionelle chinesische Medizin in Peking.

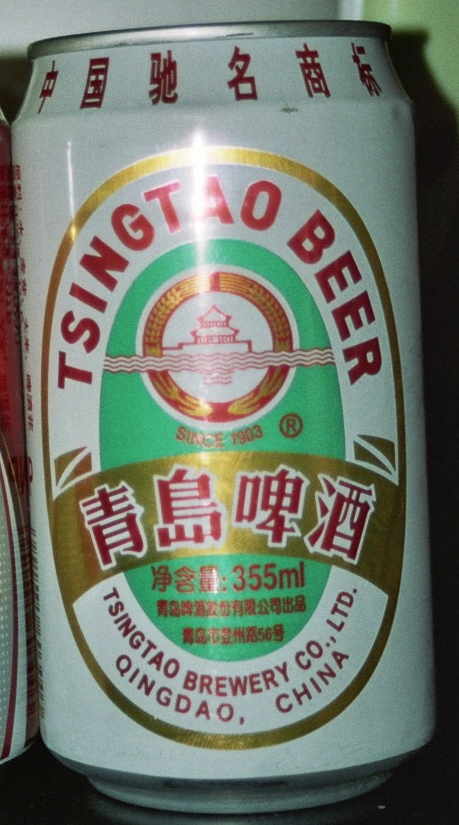
Tsingtao-Bierdose

Zhonghua Laozihao (chinesisch 中華老字號 / 中华老字号, Pinyin Zhōnghuá Lǎozìhào, englisch China Time-honored Brand – „alteingesessene Marken Chinas, traditionsreiche Marken Chinas, chinesische Traditionsmarken“) ist ein vom chinesischen Handelsministerium verliehenes Zertifikat für Unternehmen in China, deren Marken eine lange Tradition haben. Er steht für über Generationen weitergegebene und weitgehend von der Gesellschaft anerkannte Produkte, Verfahren oder Dienstleistungen mit starkem chinesischen kulturellen Hintergrund und Charakter. Derzeit gibt es rund tausend Marken dieser Art (siehe auch den Abschnitt Geschichte). Die Spanne reicht dabei von Produkten von quasi global operierenden börsennotierten Unternehmen bis hin zu kleineren Familienbetrieben.

## Geschichte

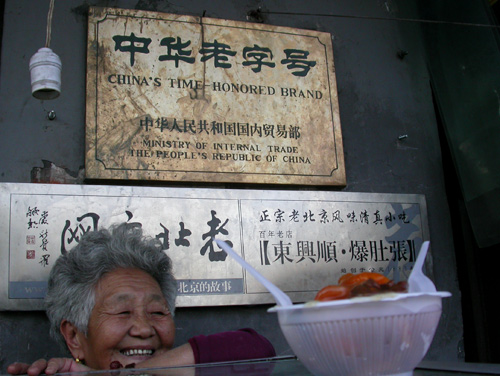
Die China’s Time-honored Brand im Pekinger Stadtbezirk Xicheng, 2006.

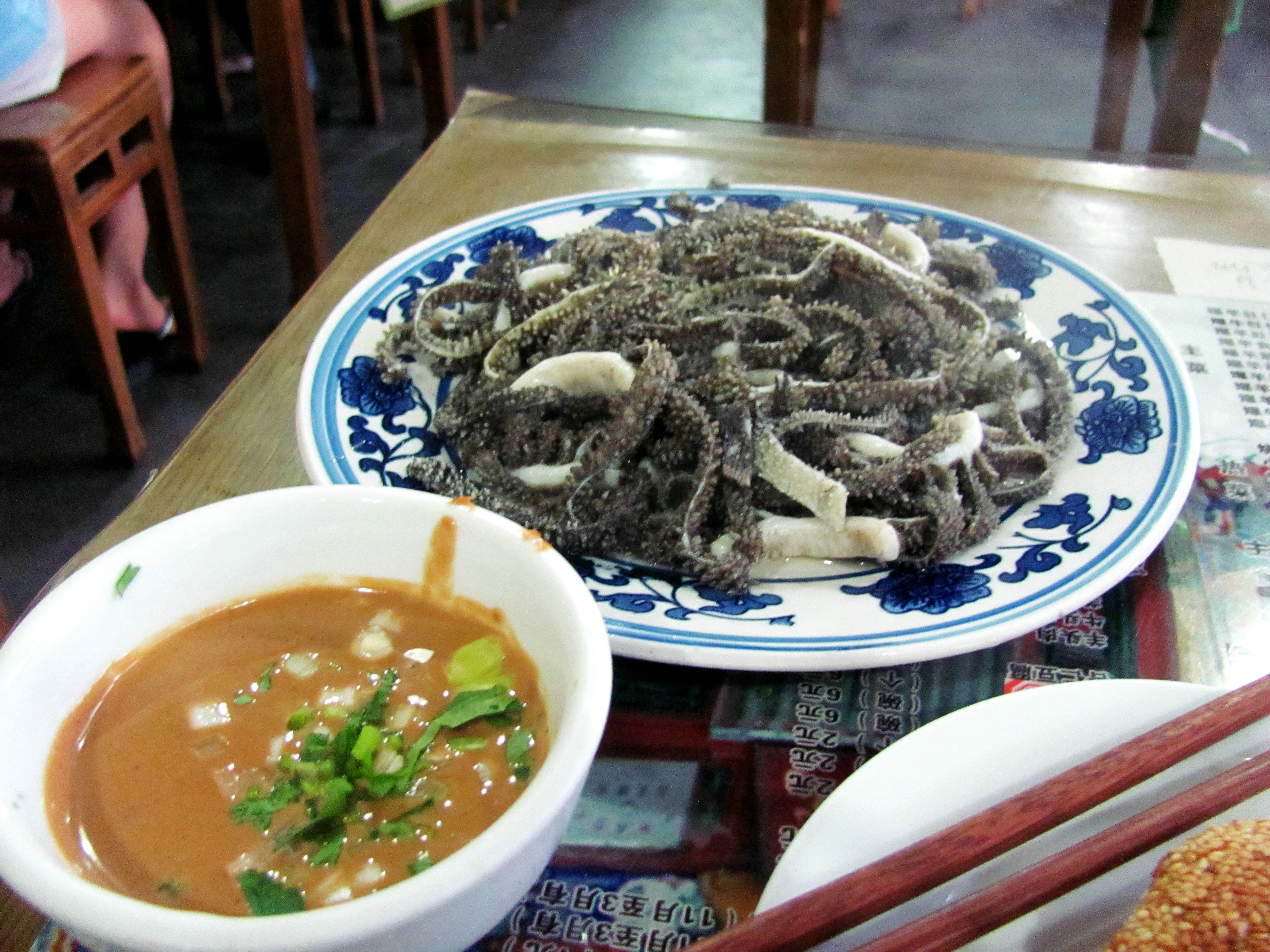
Pekinger Spezialität, das Baodu-Gericht in der Familiengastronomie Zhang.

Es soll nach Unterlagen des Handelsministeriums aus der Zeit nach der Staatsgründung in ganz China mehr als zehntausend Laozihao gegeben haben, bis 1978 wurden von staatlichen Stellen mehr als zweitausend der alten chinesischen Unternehmen anerkannt.
1991 wurde die Bewertung durch das ehemalige Ministerium für Binnenhandel der Volksrepublik China für über tausendsechshundert auf dem chinesischen Festland ansässige Unternehmen vergeben. Seit 2005 läuft eine ‚Revitalisierung des alten Projektes’ durch die chinesische Handelskammer, wobei seit 2006 die Zertifizierung in einer engeren Wahl von ungefähr tausend anerkannten Laozihao durch das chinesische Handelsministerium erfolgte.
Dem Laozihao-Bericht aus dem Jahr 2006 zufolge entfallen 63 % der Laozihao auf die Lebensmittelbranche und 11 % auf traditionelle chinesische Medizin und Pharmazie.

## Bekannte Laozihao (Auswahl)
Überregional bekannte chinesische Laozihao sind beispielsweise: 
- Tongrentang (TCM),
- Quanjude (Speise: Pekingente)[12],
- Donglaishun (Speise: Shuanyangrou),
- Ruifuxiang (Seide),
- Huqingyutang (TCM),
- Wuyutai (Getränk: Tee),
- Wanglaoji (Getränk: Kräutergetränk),
- Maotaijiu (Getränk: Schnaps aus Guizhou),
- Rongbaozhai (Kalligraphien und Gemälde),
- Hengdeli (Uhren)
- Goubuli (Speise: „Baozi, die kein Hund beachtet“).

Siehe unten Fußnote: